# Tarnung (Biologie)

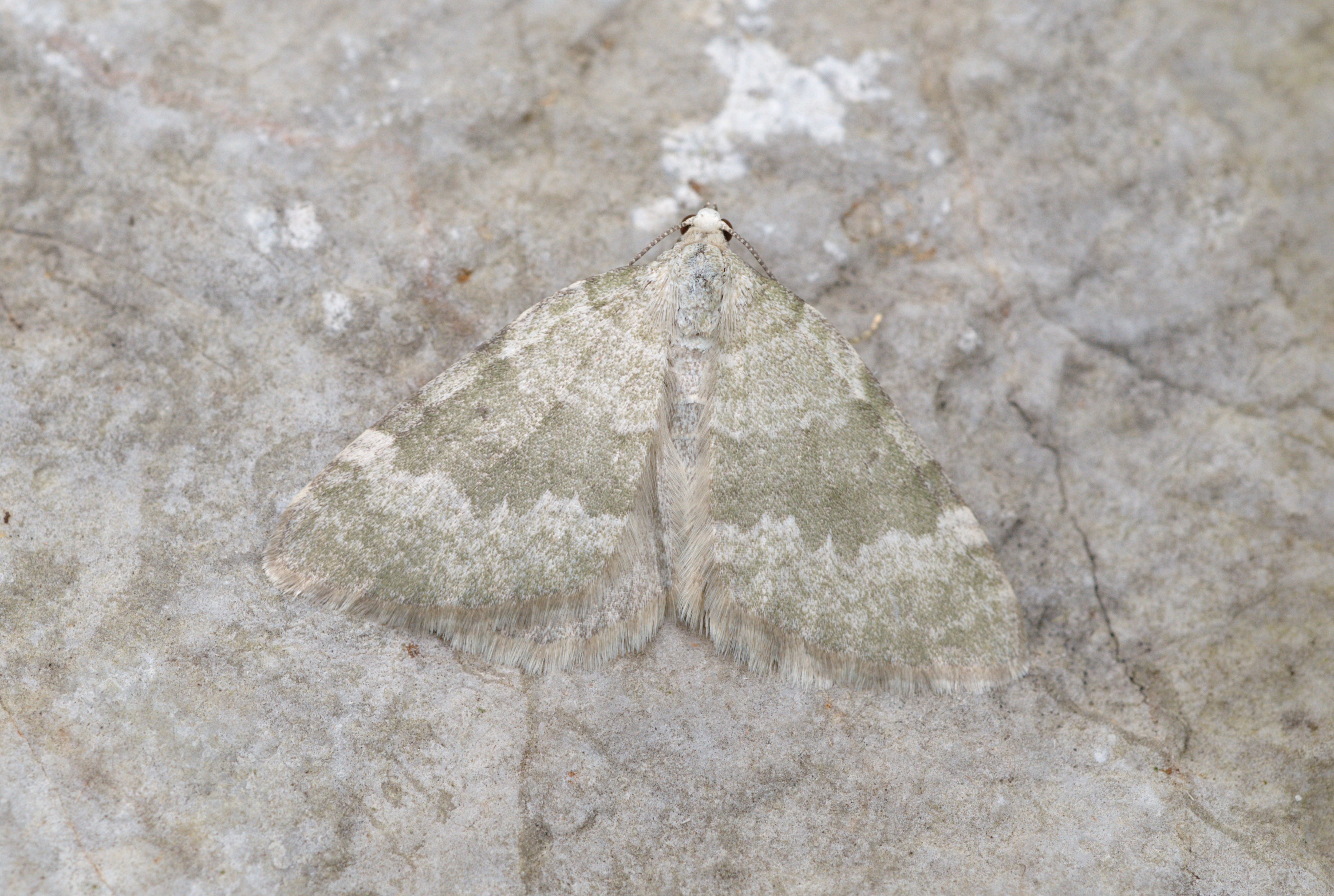
Somatolyse: Der Nachtfalter Colostygia aqueata auf hellem Carbonatgestein am Großen Buchstein in den Ostalpen

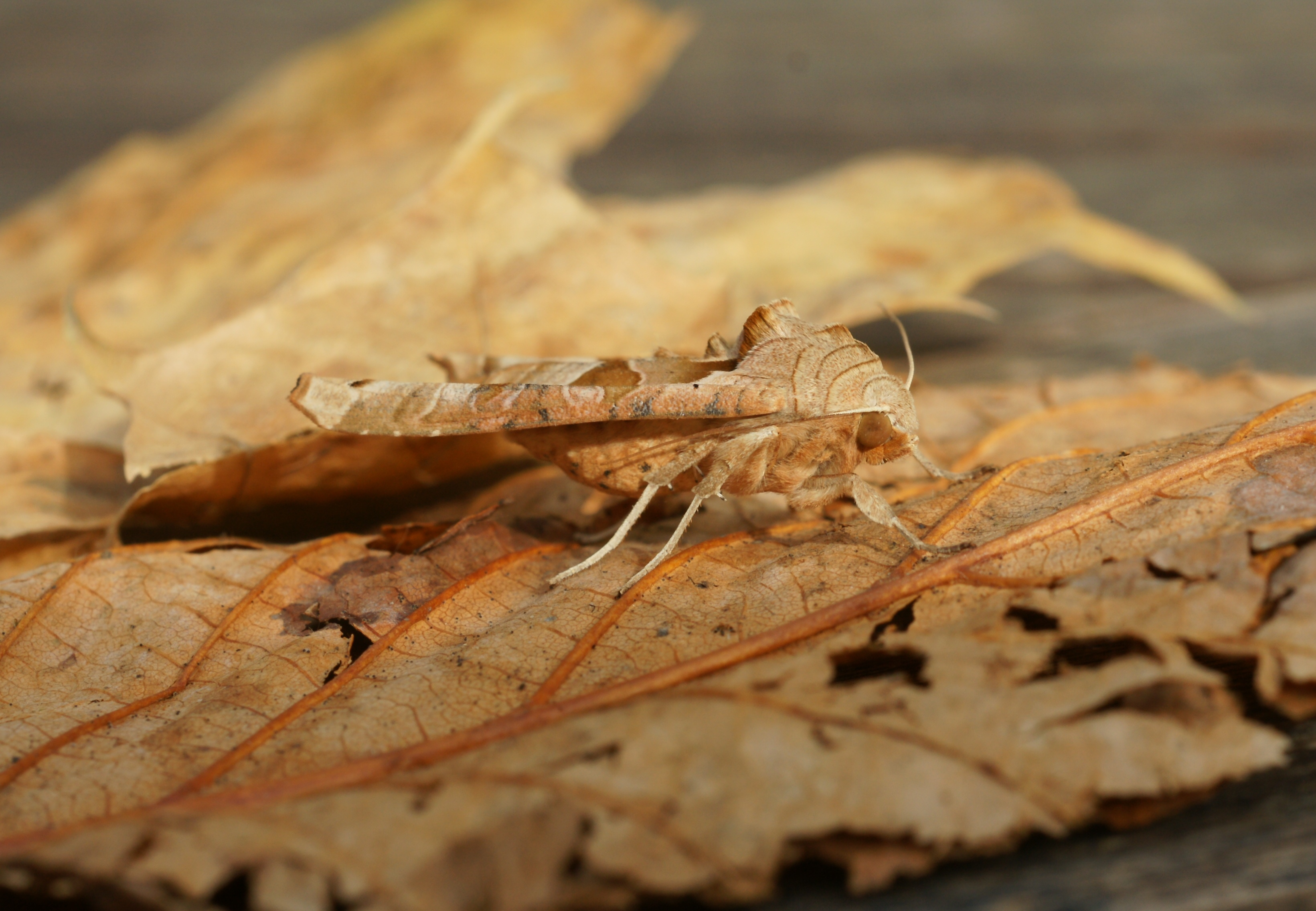
Somatolyse: Achateule auf Laubblatt

Tarnung, in der Verhaltensbiologie auch als Krypsis (von altgriechisch κρύψις krýpsis, deutsch ‚das Verbergen, Sichverbergen‘) bezeichnet, ist bei Tieren der Vorgang oder Zustand, der darauf abzielt, irreführende Signale an ein anderes Lebewesen zu senden. Es ist sowohl der simpelste und effektivste Mechanismus zur Reduzierung des Prädationsrisikos als auch eine mögliche evolutionäre Anpassung von Beutegreifern, die aufgrund ihrer Tarnung von potentiellen Beutetieren weniger leicht wahrgenommen werden. Diese Irreführung kann sich gegen alle Sinnesorgane richten, also zum Beispiel die visuelle Wahrnehmung („das Auge“) täuschen, die auditive Wahrnehmung („das Ohr“) oder die olfaktorische Wahrnehmung („den Geruchssinn“). Als Sonderform der Tarnung können auch bestimmte Mimikry-Varianten aufgefasst werden, bei denen zum Beispiel wohlschmeckende oder wehrlose Arten äußere Merkmale übelschmeckender oder wehrhafter Arten kopieren und sich so gegenüber potenziellen Fressfeinden tarnen.
Wird das visuelle (das äußerlich sichtbare) Erscheinungsbild eines Tieres zur Tarnung genutzt, bezeichnet der Fachmann dieses Aussehen als Tarntracht.
Der Austausch von Signalen ist eine wesentliche Voraussetzung für jegliche Kommunikation und erfordert mindestens einen Sender und einen Empfänger von Signalen. Die Tarnung bei Tieren kann daher beschrieben werden als eine im Verlauf der Stammesgeschichte erworbene Befähigung, zumindest unter bestimmten Umständen nur solche Signale zu senden, die sich in möglichst geringem Maße von den Gegebenheiten unterscheiden, die das Individuum umgeben. Die Tarnung kann sowohl dem Verbergen vor Fressfeinden dienen als auch dem Verbergen vor potenzieller Beute (Angriffstarnung).

## Somatolyse

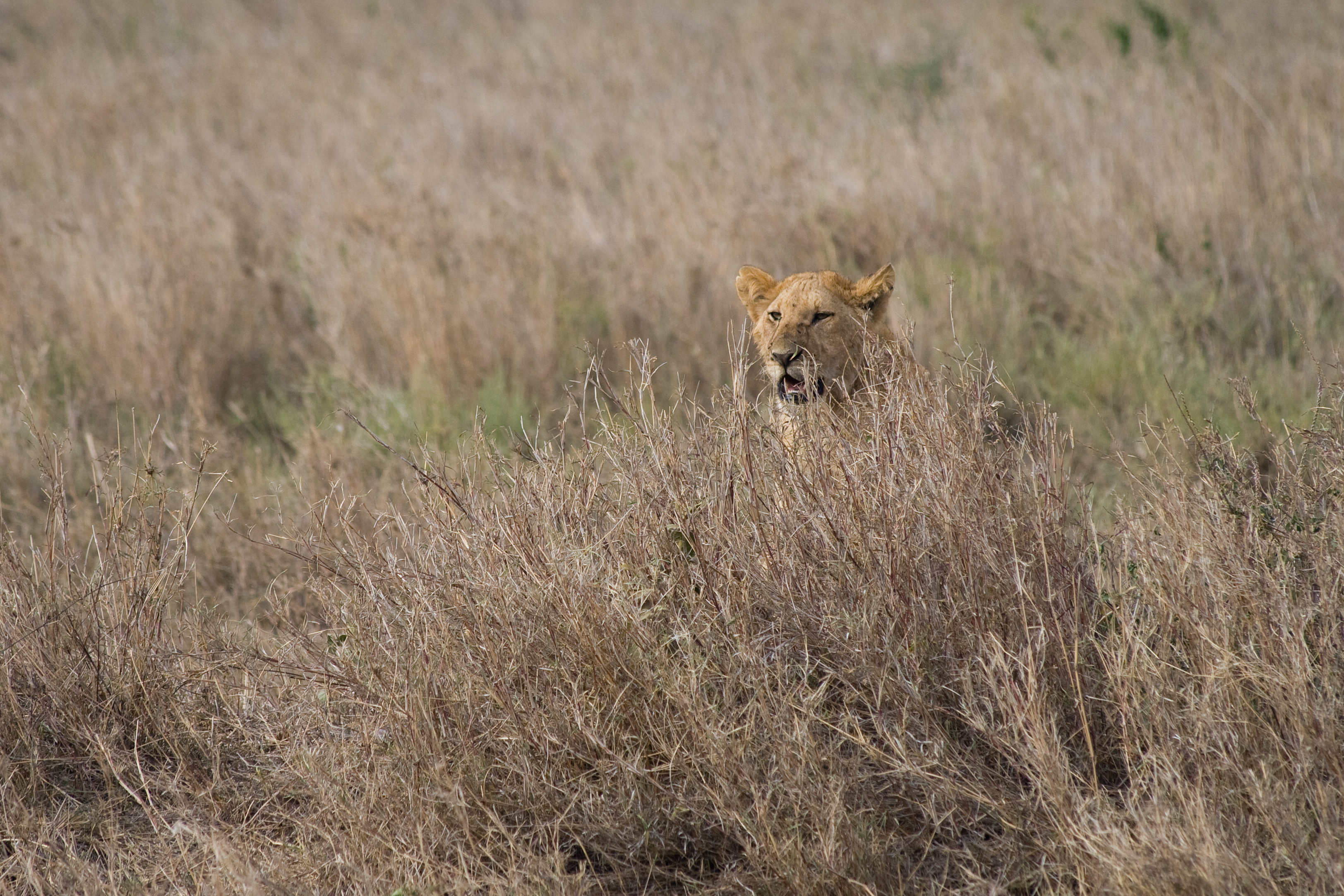
Somatolyse: Löwin in trockenem Steppengras

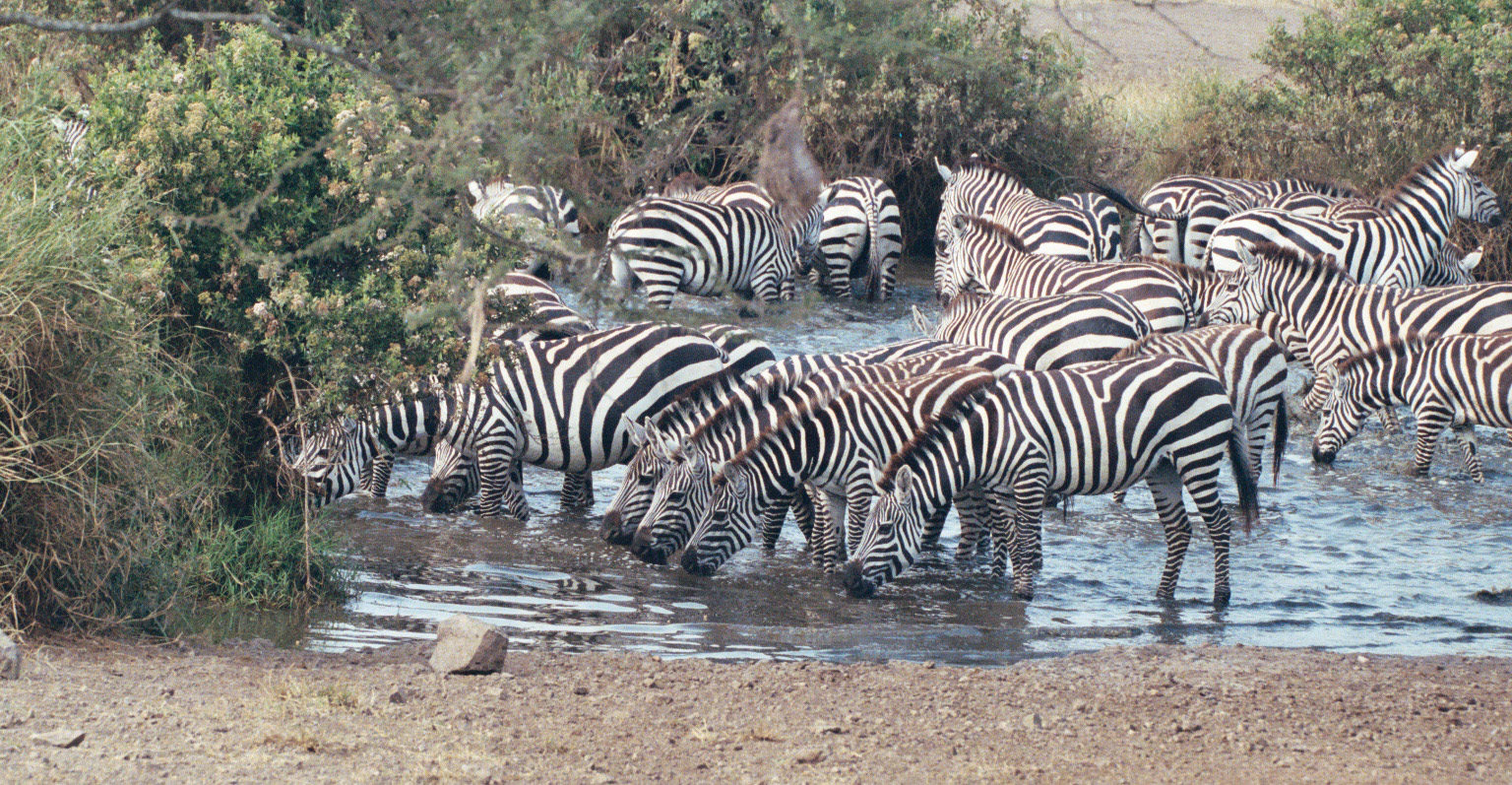
Zebras in der Serengeti: Die Streifen schützen sie vor Mückenstichen.

Somatolyse (von altgriechisch σῶμα sōma, deutsch ‚Körper‘ sowie λύσις lýsis, deutsch ‚Auflösung‘, wörtlich also Auflösung des Körpers), beschreibt das Verschmelzen eines Lebewesens mit seiner natürlichen Umgebung durch eine besonders gemusterte und manchmal auch farblich mit der Umgebung abgestimmte Tracht – das Tier wird durch Anpassung an die Struktur und Färbung der Umgebung gewissermaßen unsichtbar.
Diese Form der Tarnung dient meist dazu, natürlichen Feinden zu entgehen oder auch, wie zum Beispiel beim Löwen und bei anderen Großkatzen, von der potenziellen Beute so spät wie möglich entdeckt zu werden. Aus Sicht des beobachtenden Menschen können eine der Somatolyse dienende Musterung oder ein Farbmerkmal statt tarnend sehr auffällig sein und damit kontraproduktiv scheinen. Ein Beispiel hierfür ist das schwarz-weiß gestreifte Zebra. In der Dauerausstellung des Berliner Museums für Naturkunde wird das Entstehen der Fellfärbung wie folgt beschrieben:

„Der Lebensraum der Tsetse-Fliege ist der Tropengürtel Afrikas, südlich der Sahara. Bei der Ausbreitung auf dem afrikanischen Kontinent durchquerten die aus Asien stammenden, dunkel gefärbten Wildpferde dieses Gebiet. Ein Streifenmuster war hier ein selektiver Vorteil, denn die Komplexaugen der vor allem nachtaktiven Fliege konnten die Silhouette der Zebras in der Dunkelheit nicht auflösen. Die Zebra-Streifen dienten der Tarnung vor dem Krankheitsüberträger. Das vor 100 Jahren ausgerottete Quagga hingegen war ein Zebra, dessen Streifenmuster nur auf den Schwanzansatz, den Kopf und den Hals beschränkt war, ohne dass dadurch ein Nachteil entstand. Seine – gestreiften – Vorfahren hatten den Lebensraum der Tsetse-Fliege durchschritten und ihn im Süden wieder verlassen. In ihrem neuen Lebensraum, der Kapprovinz, bot das Streifenmuster keinen selektiven Vorteil mehr und konnte wie beim Quagga aufgegeben werden.“

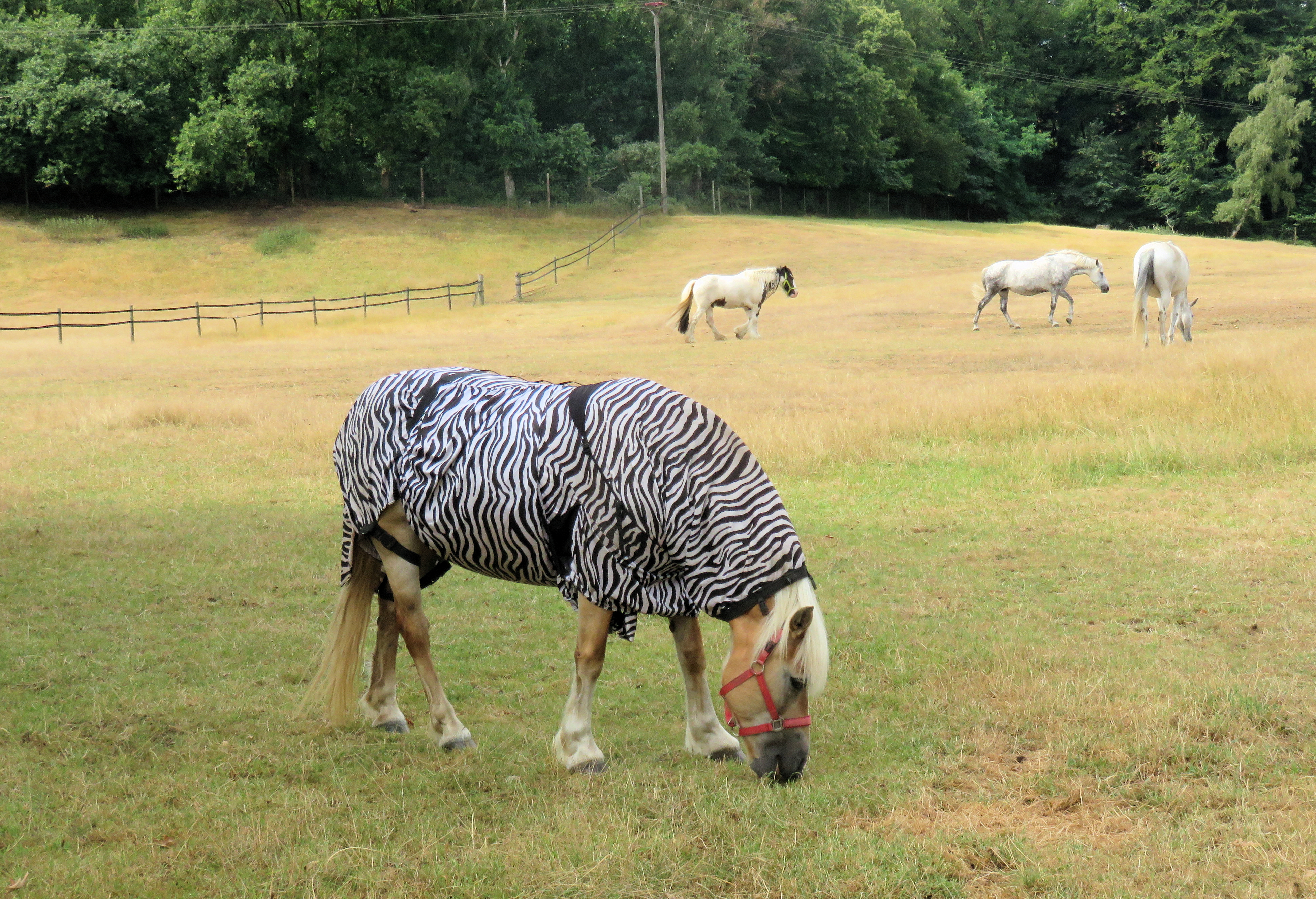
Decke mit Zebra-Musterung zum Schutz vor Pferdebremsen beim Hauspferd

Bestätigt wurde diese Deutung 2012 und 2014 in zwei Studien. 2019 wurde – anhand von Nachbildungen bemalter Menschenkörper – weitergehend nachgewiesen, dass Pferdebremsen von braunen Modellen zehnmal stärker angelockt werden als von schwarzen Modellen mit weißen Streifen. Beige bemalte Modelle lockten die Pferdebremsen doppelt so häufig an wie schwarz-weiß gestreifte. Ursache dieser Unterschiede ist offenbar, dass die Streifen bei Bremsen zu erheblichen Irritationen bei der Landung führen und deshalb die Landung häufiger als bei nicht-gestreiften Zielen unterbleibt. Zuvor war vermutet worden, dass sich – zum Beispiel aus dem Blickwinkel einer geduckt am Boden umherstreifenden Löwin – die seitlich vertikalen, an Kopf und Hinterleib eher horizontalen Streifen einer dicht aneinandergedrängt stehenden Herde visuell mit den hochgewachsenen Gräsern und dem Flirren der tagsüber oft erhitzten, bodennahen Luft vereinen und sich so die Konturen des einzelnen Tieres auflösen, was dem Beutegreifer das Fixieren eines bestimmten Tieres erschwert.

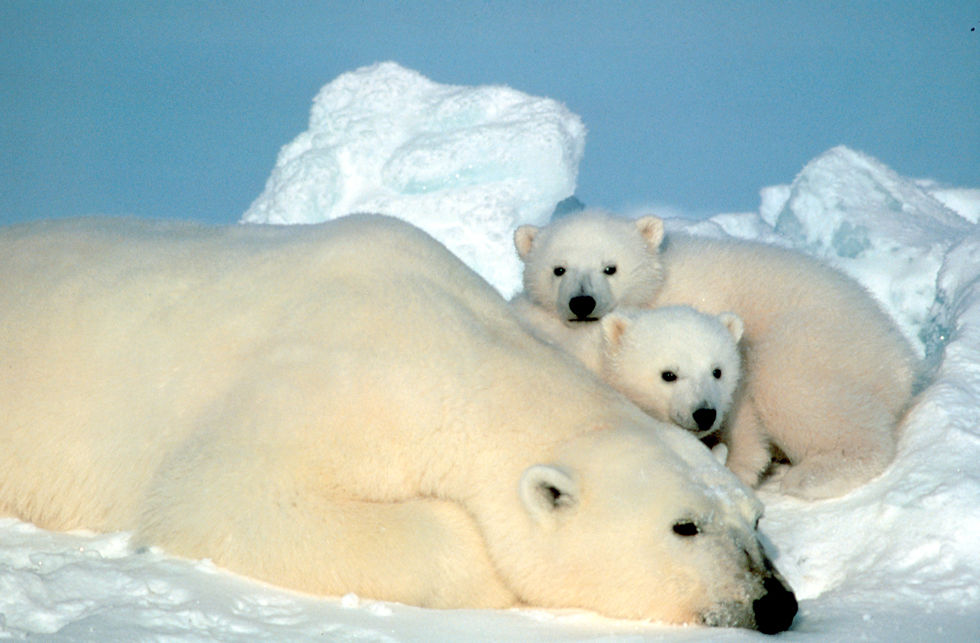
Somatolyse: Eisbär mit Jungtieren

Ein bekanntes Beispiel für farblich getarnte Tiere ist ferner der (weiße) Eisbär, der auf der Jagd nach jungen (weißen) Sattelrobben gegenüber potenzieller Beute hervorragend getarnt ist, wie umgekehrt die Robbenbabys in Schnee und Eis aus größerer Entfernung nicht vom Untergrund zu unterscheiden und somit vor allzu raschem Entdecktwerden geschützt sind. Ähnliches gilt für bestimmte Tierläuse aus der Gruppe der Ischnocera: US-Forscher berichteten im Jahr 2010, dass im Gefieder von weiß gefiederten Vögeln eher weißhäutige Läuse, im Gefieder von dunkel gefiederten Vögeln eher dunkelhäutige Läuse nachweisbar sind; offenbar war es das Pickverhalten der sich reinigenden Wirte, das einen Selektionsdruck hin zur Vorherrschaft einer bestimmten Farbvariante bei den Ektoparasiten verursachte. Auch die Schneeeule wirkt nur in der Voliere eines Tierparks aufgrund ihres strahlend weißen, mit braunen Flecken gesprenkelten Gefieders recht auffällig. In leicht mit Schnee überdecktem Laub hingegen sitzend, ist sie kaum vor der Umgebung zu unterscheiden.
Eine Forschergruppe der Universität Freiburg berichtete Mitte 2006 über ein Experiment mit teils auffällig gefärbten Schmetterlings-Attrappen, die sie – stets mit toten Mehlwürmern bestückt – an unterschiedlichen Baumstämmen platziert hatten. Nach einer bestimmten Zeit wurde jeweils kontrolliert, ob der Mehlwurm verschwunden war, was als ‚Falter gefressen‘ bewertet wurde. Ergebnis: Am längsten ‚überlebten‘ jene Falter-Attrappen, die an den Flügelrändern gemustert waren; deutlich häufiger verschwanden die Mehlwürmer aus den im Flügelinneren gemusterten Attrappen. Dies galt selbst für blau-rosa gefärbte Attrappen auf einer moosbewachsenen Eiche. Aus ihren Beobachtungen schlossen die Forscher, dass die Auflösung der Körperkonturen durch gefleckte Flügelränder dazu führt, dass die angeborenen Auslösemechanismen der potenziellen Fressfeinde den so getarnten Schmetterling nicht mehr als ‚Beute‘ detektieren, und zwar unabhängig vom Untergrund.  Durch Fleckung im Flügelinneren könne sich ein Schmetterling hingegen nur in Abhängigkeit vom passend gefärbten Untergrund tarnen. 
Weitere Beispiele

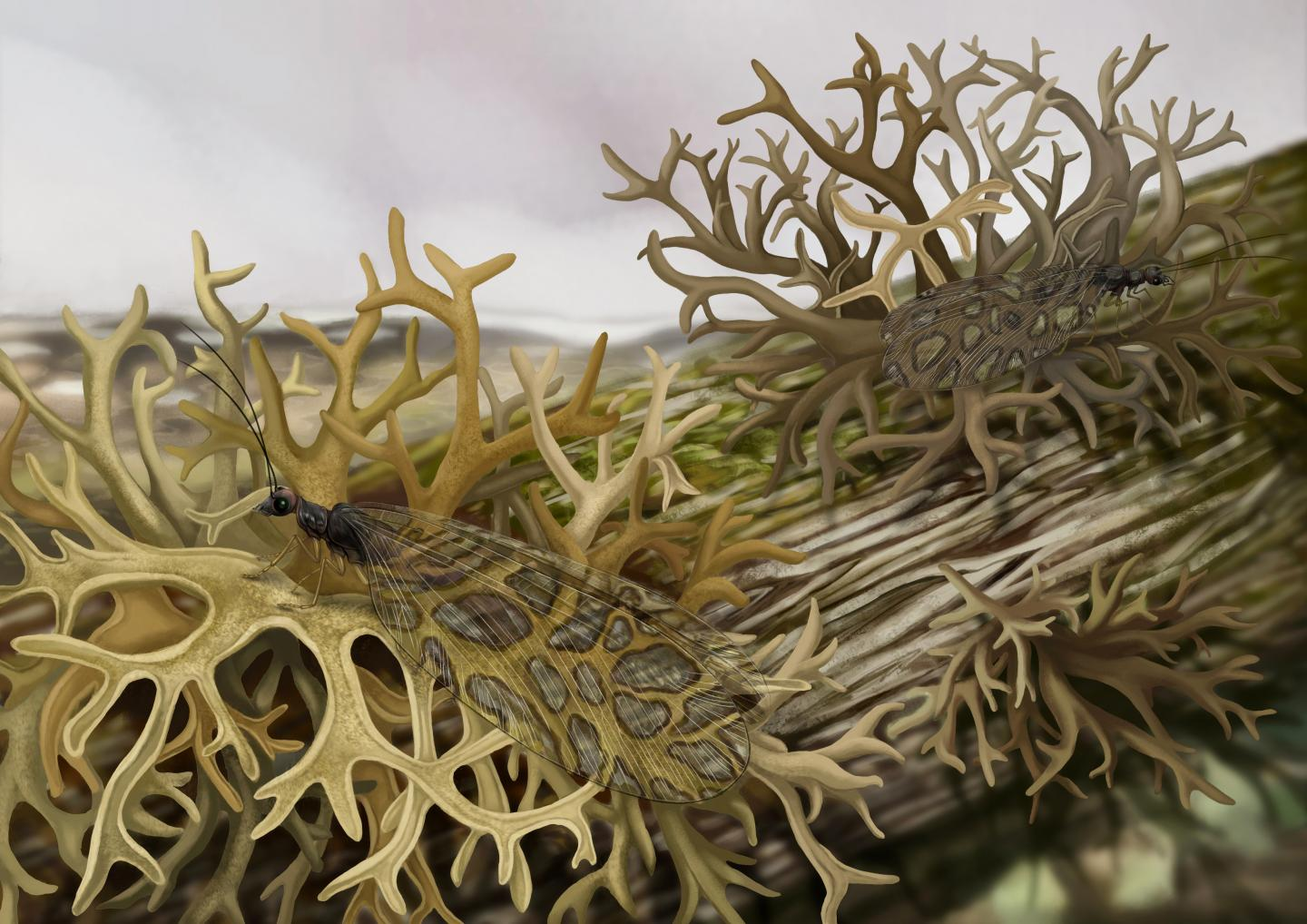
Tarnung durch Somatolyse im Jura:
Zwei fossile Florfliegen
auf einer fossilen Flechte

- 165 Millionen Jahre alt ist die in der Inneren Mongolei entdeckte fossile Flechte Daohugouthallus ciliiferus, auf der zwei fossile Florfliegen der Gattung Lichenipolystoechotes entdeckt wurden. Die Tiere der 2020 erstmals beschriebenen Arten Lichenipolystoechotes angustimaculatus und Lichenipolystoechotes ramimaculatus weisen der Erstbeschreibung zufolge „bemerkenswerte Flügelmuster auf, die genau der gleichaltrigen Flechtenart Daohugouthallus ciliiferus gleichen.“[9]

- An steinigen Steilhängen der Hengduan-Berge im Südosten des Hochlands von Tibet wächst Fritillaria delavayi, eine Pflanze aus der Gattung Fritillaria, die als Heilmittel in der Traditionellen chinesischen Medizin verwendet wird. Das Abpflücken dieser Pflanzen hat einen hohen, von den Sammlern ausgehenden Selektionsdruck ausgeübt: An jenen Hängen, die regelmäßig von Sammlern aufgesucht werden, gleicht die Färbung der Pflanzen sehr viel genauer dem Untergrund als an Hängen ohne oder nur mit seltenen Sammelaktivitäten, so dass sie für Sammler weniger gut sichtbar sind. In einer 2020 veröffentlichten Studie hieß es, die „kommerzielle Ernte“ habe den Phänotyp dieser Wildpflanzen in „ungeahnter und dramatischer Weise“ verändert.[10]

- Der Große Panda besitzt eine kontrastreiche schwarz-weiße Färbung. In Freilandstudien wurde belegt, dass die Tiere in ihrer natürlichen Umgebung auf steinigem, schattigem und mit Pflanzenresten durchsetztem Waldboden – anders als in Zoologischen Gärten – schon aus mittlerer Entfernung gut getarnt sind.[11]

- Zitterspinnen können ihr Netz in rasche Schwingungen versetzen, so dass sie aufgrund dieser Bewegungen für einen Fressfeind im Netz nicht mehr sicher lokalisierbar sind.[12]

- In Strandnähe kann man häufig Fische beobachten, deren Grundfärbung silbrig erscheint, die aber an den Seiten markante, dunkle Streifen – vom Rücken zum Bauch – aufweisen. Bei Sonnenschein kann man im Flachwasser auch als schnorchelnder Laie bemerken, dass die sich am Boden abzeichnenden Schattenwürfe der gewellten Wasseroberfläche vergleichbare Streifenmuster erzeugen. Von der Seite oder von schräg oben betrachtet sind solche Fische schon aus geringer Entfernung kaum von ihrer Umgebung zu unterscheiden.

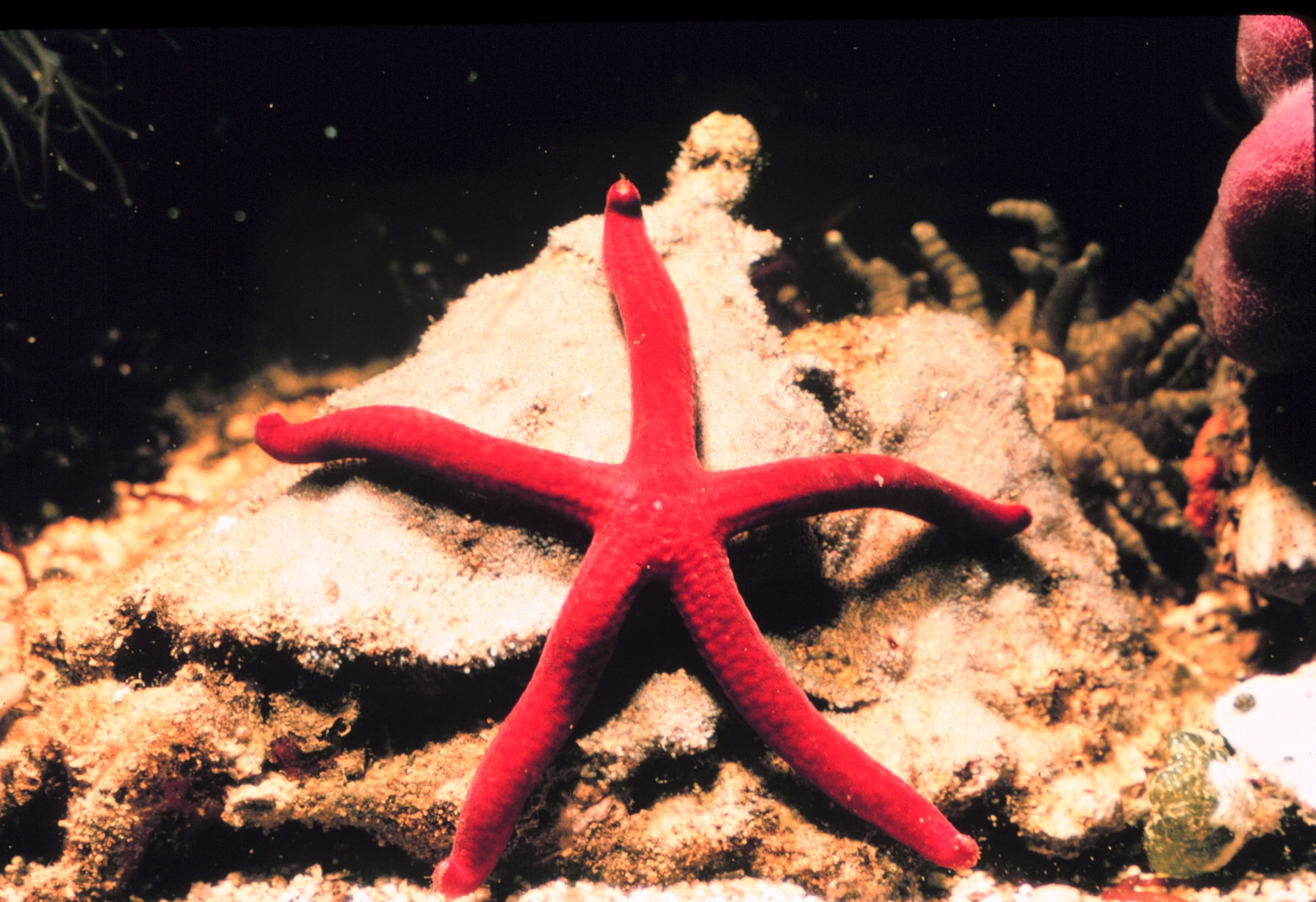
Somatolyse: Der Rotlichtanteil der Sonnenstrahlen dringt nicht in größere Meerestiefen hinein, die im Hellen rote Farbe dieses Seesterns tarnt ihn dort blau-grau.

- Viele auffällig rot gefärbte Fische, die man zum Beispiel in Korallenriffen antreffen kann, haben diese auf den ersten Blick auffällige Färbung entwickelt, weil sie so im Dunkeln vor Raubfischen besser geschützt sind: Das Rotlicht wird vom Wasser am stärksten weggefiltert (daher erscheint Wasser in der Tiefe immer bläulich), so dass diese Fische im Dunkeln blau-grau erscheinen.

- Manche Quallen und Garnelen sind durchscheinend wie Wasser.
- Nicht minder bekannt sind die grün wie ein Blatt gefärbten Raupen mancher Schmetterlinge.
- Zu den besonders gut getarnten Vögeln zählen die Rohrdommeln. Ihr Rückengefieder ist überwiegend braun, während ihre Vorderseite blass ist und punktierte, waagrechte Streifen aufweist. Dank dieser somatolytischen Färbung von Hals und Brust sind diese großen Vögel selbst hinter wenigen Schilfhalmen nicht auszumachen. Die tarnende Färbung des Gefieders wird unterstützt durch Verhaltenskomponenten. Rohrdommeln bewegen sich extrem langsam durch das Schilf. Bei Gefahr wenden sie der Gefahrenquelle ihre Vorderseite zu, da diese besser getarnt ist. Ändert die Gefahrenquelle ihren Standpunkt, drehen sich die Rohrdommeln ebenfalls mit. Rohrdommeln nehmen bei Gefahr eine typische starre Körperhaltung ein, bei der der Hals lang gestreckt ist und der Schnabel zum Himmel weist. Diese Position können sie über Stunden einhalten. Bewegt der Wind das Schilf, wiegen sich die Rohrdommeln mit den Windbewegungen mit.[13]
- Viele Vögel haben gefleckte Eier: Solche Eier heben sich vom Nest weniger stark ab als ungefleckte Eier. Bei der Kohlmeise haben britische Forscher aber zusätzlich nachgewiesen, dass die rötlichen Sprenkel umso dichter sind, je dünner die Eischale ist. Offenbar wirken die rötlichen Farbpigmente wie eine Art zusätzlicher Klebstoff zwischen den Kalkspat-Kristallen der Schale.
- Die kleinen Regenpfeifer der Gattung Charadrius haben ein kontrastreich gefärbtes Gefieder mit einem weißen und oft auch einem schwarzen Halsband. Dadurch wird bei flüchtigem Hinsehen keine Vogelsilhouette erkannt, sondern Kopf und Rumpf werden als zwei verschiedene Gegenstände (Steine) wahrgenommen.

Somatolyse: weitere Beispiele
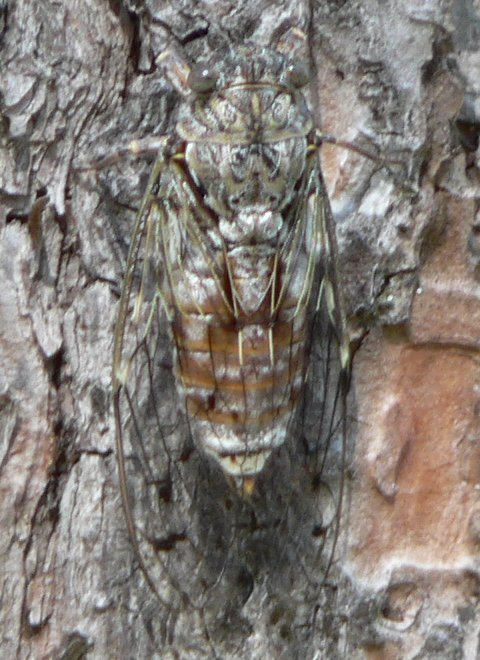
Zikade auf Baumstamm
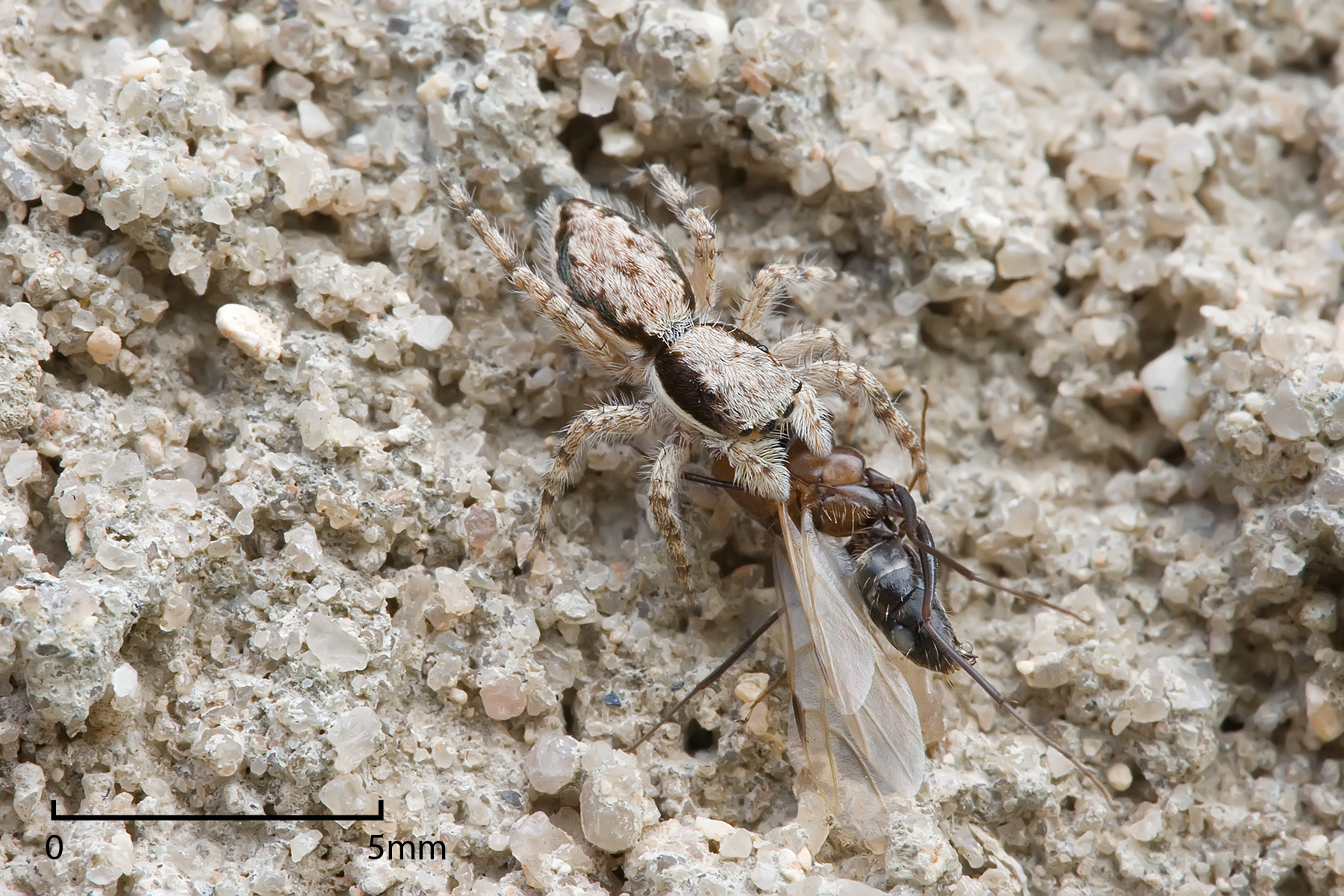
Springspinne mit Beute
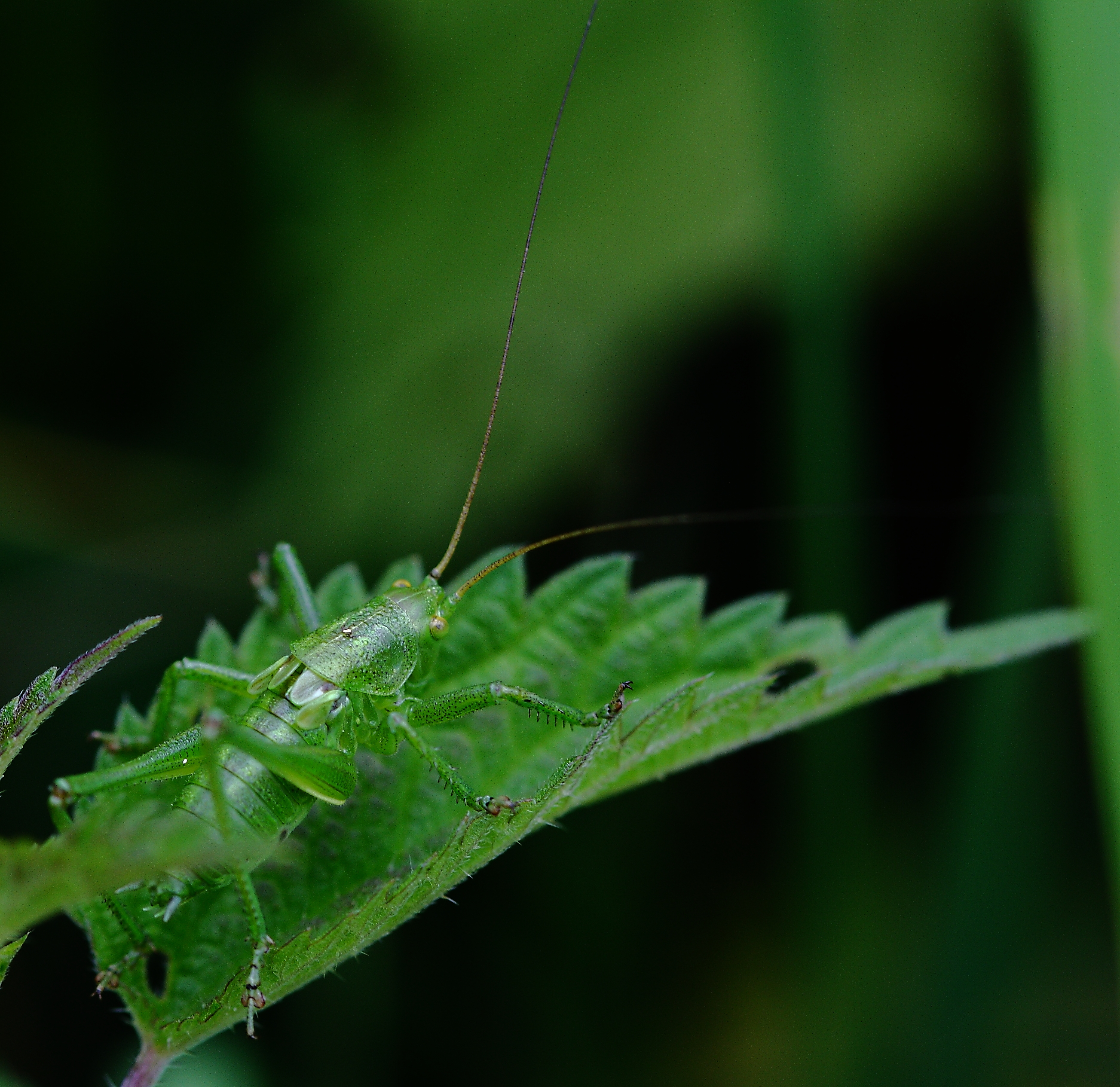
Zwitscherschrecke im hohen Junigras
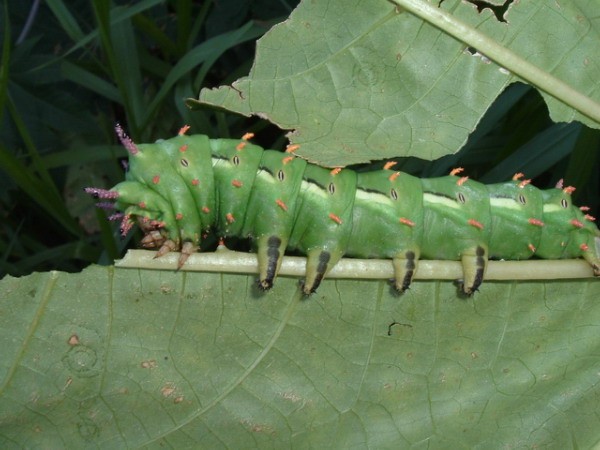
Raupe der Gattung Citheronia
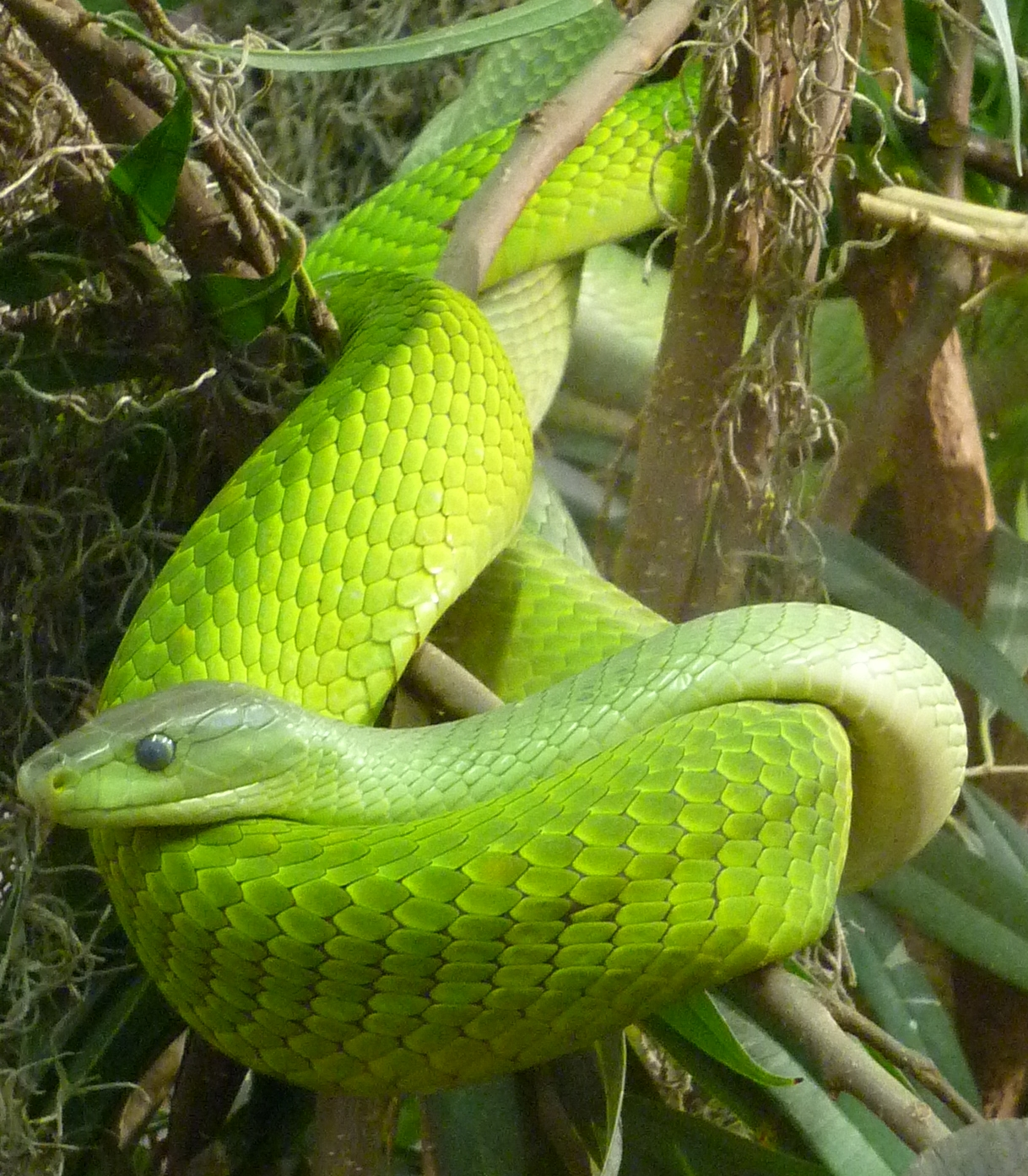
Grüne Mamba, ein baumbewohnender Beutegreifer

### Industriemelanismus
Unter Melanismus versteht man eine besonders ausgeprägte Einlagerung von dunklen Pigmenten (speziell von Melanin) in die Haut. Beim Birkenspanner trug sich Ende des 19. Jahrhunderts in englischen Industriegebieten ein derart drastischer Wandel des äußeren Erscheinungsbilds zu, dass sich hierfür der Begriff „Industriemelanismus“ einbürgerte.
Die Bezeichnung unterstellt eine Veränderung der Häufigkeitsverteilung von hellen und dunklen Varianten des Schmetterlings als Folge der Luftverschmutzung durch Industriebetriebe. Diese Deutung ist heute jedoch umstritten.

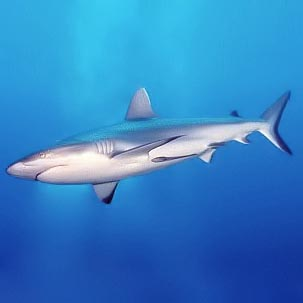
Gegenschattierung: Grauer Riffhai

### Gegenschattierung
Im Unterschied zu vielen am Boden lebenden Tieren, die sich auf der Erdoberfläche und damit in einem zweidimensionalen Habitat bewegen, halten sich fliegende Tiere, Wasser- oder Baumbewohner in einem dreidimensionalen Lebensraum auf. Solche Tiere sind Angriffen potenziell nicht nur von den Seiten und von oben ausgesetzt, sondern auch von unten. Der Umstand, dass das Licht stets von oben auf den Körper fällt, lässt eine einheitliche Färbung zum Zwecke der Tarnung nicht zu: Einheitlich dunkle Tiere wären von unten gegen den hellen Himmel gut sichtbar, einheitlich helle Tiere von oben gegen den dunklen Untergrund. Die im Verlauf der Stammesgeschichte unterschiedlicher Gruppen sich mehrmals unabhängig voneinander entwickelte Anpassung ist die Gegen- oder Konterschattierung (engl. countershading). So sind viele Fische bauchseitig wesentlich heller gefärbt als auf ihrer Oberseite und analog nutzen auch viele Vögel und Säugetiere diese Art der Tarnung.

### Anpassung an Umgebungshelligkeit
Manche marine Tiere der mittleren Wassertiefe ahmen die Helligkeit der Umgebung nach und geben einen schwachen Schimmer nach unten ab, um ihren Schatten zu verdecken, z. B. der Kleine Schwarze Dornhai (Etmopterus spinax). Hormonell gesteuert können die fein verteilten Leuchtpunkte aktiv durch veränderliche Chromatophoren abgestuft abgeschirmt und sehr präzise an die Umgebungshelligkeit angepasst werden.
Der Zwergtintenfisch Euprymna scolopes bedient sich zur Erzeugung des Lichtschimmers Endosymbionten: In seinem Mantel leben Leuchtbakterien, so dass der Wirt – von unter ihm schwimmenden potentiellen Fressfeinden – kaum noch wahrgenommen werden kann. Dabei kann der Tintenfisch die Lichtmenge aktiv an die Umgebungshelligkeit anpassen, sein Nervensystem nimmt die von den Bakterien erzeugte Helligkeit unmittelbar (also nicht allein über die Augen) wahr.

### Farbänderung
Die Fähigkeit zur Änderung der Körperfarbe, um sich der Umgebung so nah wie möglich anzugleichen, ist oft eine Schutzvorrichtung und wurde von den unterschiedlichsten Tierarten unabhängig voneinander entwickelt. Am bekanntesten und geradezu sprichwörtlich geworden für Personen, die es verstehen, sich jeder Umgebung anzupassen, sind die Chamäleons. Chamäleons bewegen sich zudem extrem langsam und schaukeln beim Vorwärtsbewegen vor und zurück, so dass sie im Geäst eines vom Wind bewegten Baumes kaum noch wahrgenommen werden können.
Der Schneehase, der u. a. in Nordeuropa und im Alpenraum lebt, wechselt im Jahresverlauf sein Fell: Im Sommer ist er grau-braun gefärbt, sein Winterfell ist hingegen weiß. Derart markant wechselt im Jahresverlauf auch das Hermelin seine Fellfarbe und das Alpenschneehuhn sein Gefieder.
Viele Kraken und Kalmare können die Tönung ihrer Haut binnen weniger Sekunden ändern. Der Langarm-Oktopus Macrotritopus defilippi tarnt sich am Meeresboden beispielsweise, indem er Färbung, Körperform und Bewegung des Pfauenbutts Bothus lunatus nachahmt. Auch Sepia officinalis kann sich mit Hilfe gelber, orangeroter und dunkelbrauner Chromatophoren sowie weiterer Anpassungen tarnen. Das Tier bewertet mit einem einzigen Rezeptortyp in seinem Auge die Helligkeitskontraste des Untergrunds (bei 492 nm Wellenlänge). Diese Tiere besitzen zudem noch einen weiteren, wirksamen Schutzmechanismus, der ihnen den Spitznamen Tintenfische eintrug: Von einem Fressfeind in die Enge getrieben, können sie eine dunkle Flüssigkeit hinter sich ins Wasser spritzen, die eine so dichte Wolke bildet, dass sie aufgrund dieser Tarnung reelle Chancen auf ein Entkommen haben.

Beispiele für Farbänderung:
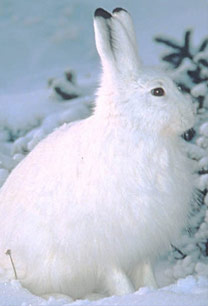
Schneeschuhhase im weißen Winterfell
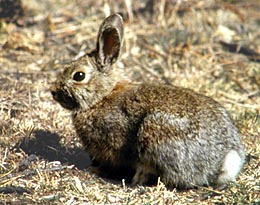
Schneeschuhhase im braunen Sommerfell
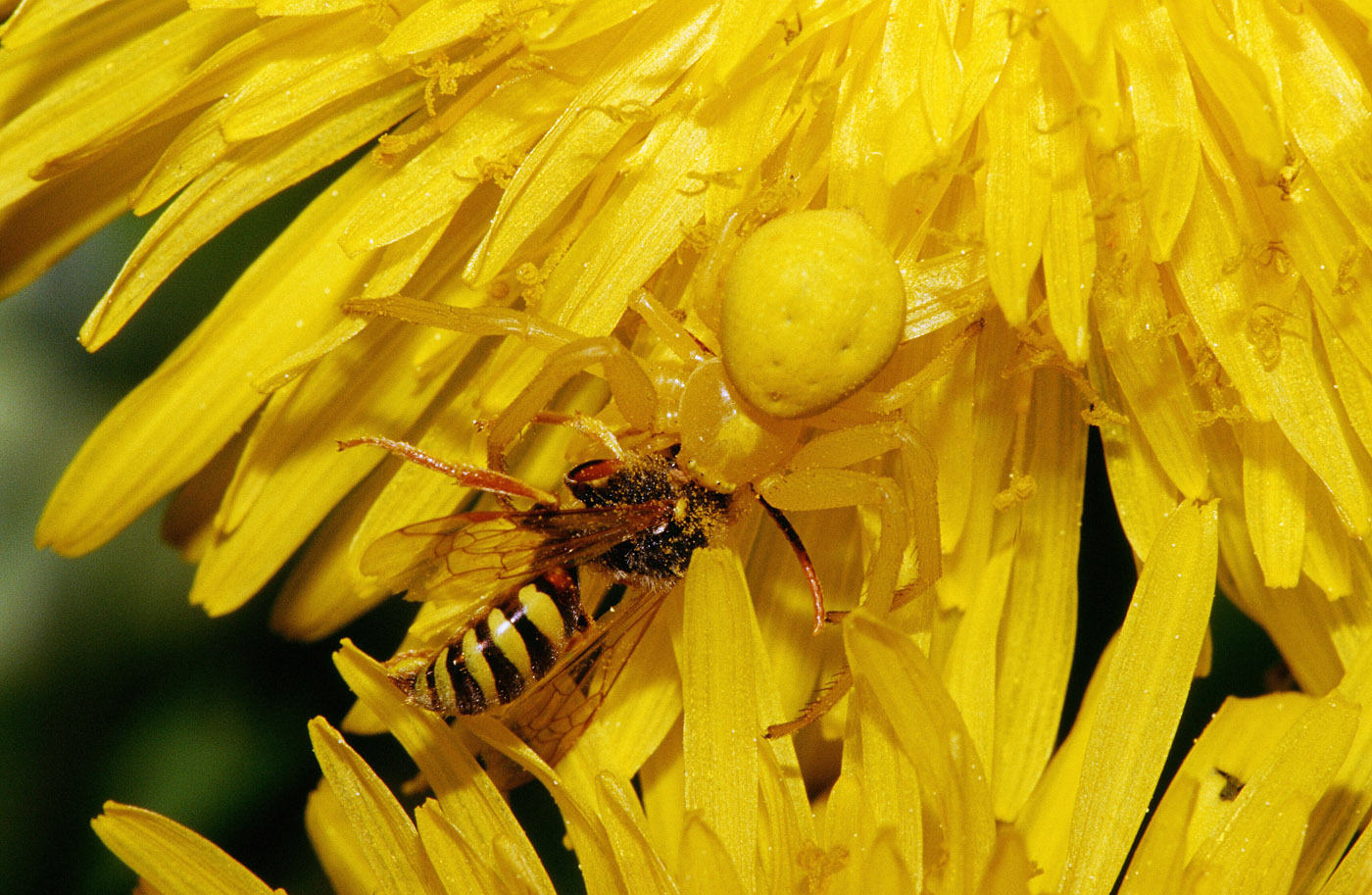
Misumena vatia, gelbes Weibchen mit Beute
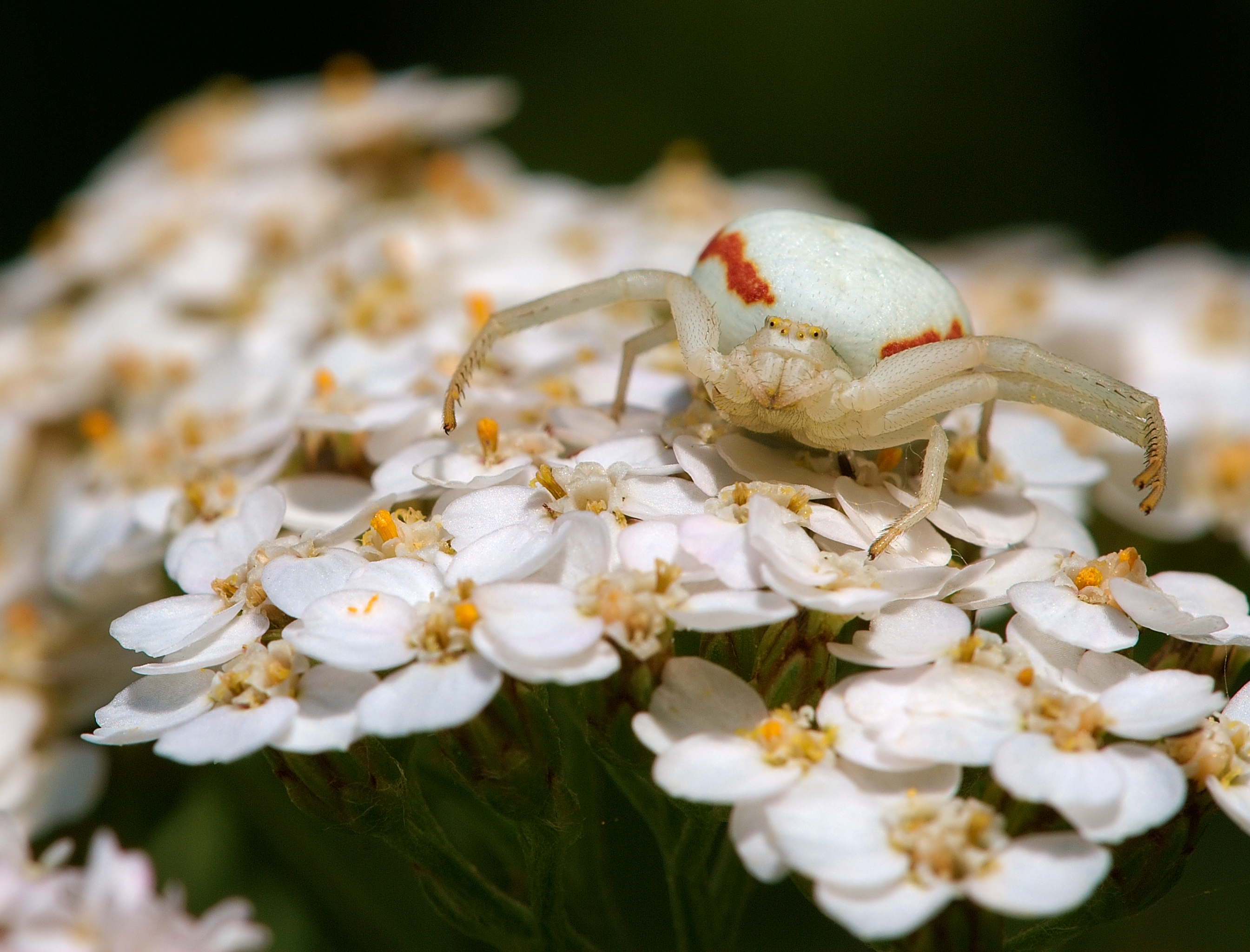
Misumena vatia – weißes Weibchen
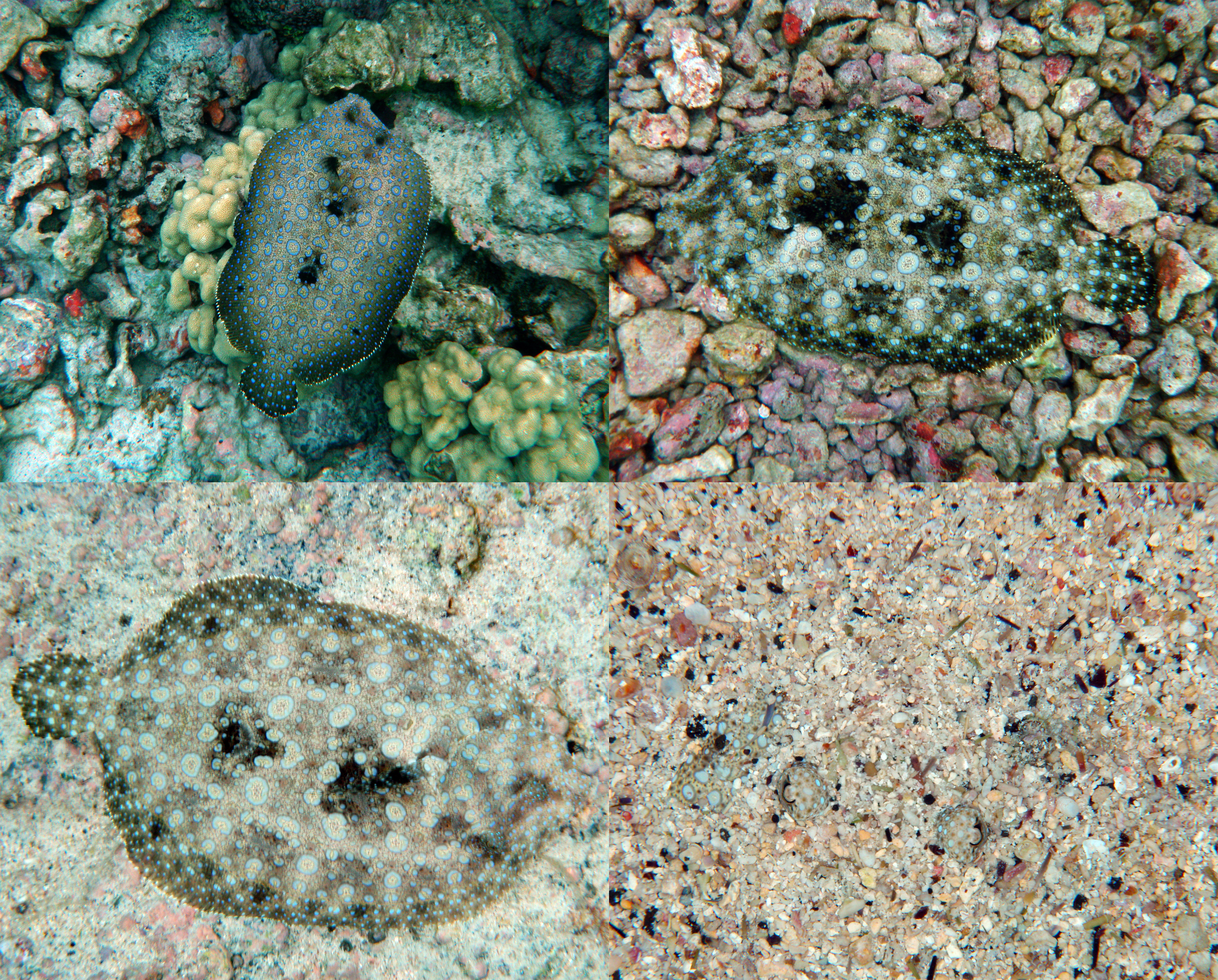
Fasanbutt: Bilderfolge im Abstand weniger Minuten

Weitere Beispiele
- Die Veränderliche Krabbenspinne (Misumena vatia) sitzt häufig in den gelben Blüten von Sumpfdotterblumen, gelegentlich aber auch in den weißen Blüten der Echten Zaunwinde und lauert dort Insekten auf. Geschlechtsreife Weibchen können bei Bedarf einen gelben Farbstoff in ihre andernfalls weiße Haut einlagern und diesen auch wieder abbauen. Binnen Stunden können sie sich so umfärben und sind dann auch für das Auge des Menschen in einer entsprechend gefärbten Blüte kaum noch zu entdecken.
- Auch der zu den sogenannten Anglerfischen gehörende Fühlerfisch Antennarius commersoni verfügt über zwei bis vier Hauptfarbzustände, zwischen denen er teils binnen Sekunden, teils erst im Verlauf von Stunden wechseln kann. Diese Tiere liegen häufig reglos und farblich angepasst am Boden, durch ihre warzig-beulige Körperoberfläche wie ein bewachsener Fels aussehend. Das einzig Auffällige ist eine Fischimitation, die an einer fädigen Ausstülpung der vordersten Rückenflosse hängt und Raubfische anlockt, die von diesem „lebenden Stein“ dann selbst gefressen werden.
- Ein weiteres relativ bekanntes Beispiel sind Schollen und andere Plattfische wie der Fasanbutt (Bothus mancus), die Farbe und Zeichnung ihrer Körperoberfläche entsprechend dem Untergrund, auf dem sie liegen, verändern können: Auf Kies sieht ihre Haut fleckiger aus als auf Sand. In ihre Haut sind diverse Farbzellen eingebettet (Chromatophoren), die sich ausdehnen (dann ist ihre Oberfläche groß und farbig), bei Bedarf aber auch auf ein Minimum zusammenziehen können. Die angestrebte Musterung wird letztlich durch die Verteilung unterschiedlicher Farbzell-Typen auf der Haut bewirkt und vom Auge gesteuert.
- Die Larve (Raupe) des Tomatenschwärmers Manduca quinquemaculata (im englischen Sprachraum: Tomato hornworm) wird auch Tomatenraupe genannt und gilt als bedeutender Fraßschädling. Abhängig von der Umgebungstemperatur, kann sie ihre Farbe ändern: Wenn die Temperatur ständig über 28 Grad Celsius ist, sind die Raupen grün, bei niedrigeren Temperaturen sind die Raupen nahezu schwarz. Dies wird von Wissenschaftlern darauf zurückgeführt, dass bestimmte Hormone bei den jugendlichen Raupen in Abhängigkeit von der Außentemperatur aktiv sind; den biologischen Nutzen deuten sie so: Bei hohen Temperaturen überwiegt der Vorteil der Tarnung, bei niedrigeren Temperaturen (speziell im Herbst) überwiegt der Vorteil einer besseren Absorption von Sonnenwärme in den dann zumindest teilweise bereits vertrocknenden Pflanzen.[19]
- Mittelamerikanische Rindenwanzen (Aradidae) dunkeln bei Kontakt mit Wasser rasch nach: So behalten sie auch nach einem Gewitterregen die Farbe der Baumrinde, auf der sie sich aufhalten und die bei Regen ebenfalls deutlich dunkler ist als in trockenem Zustand.

## Mimese

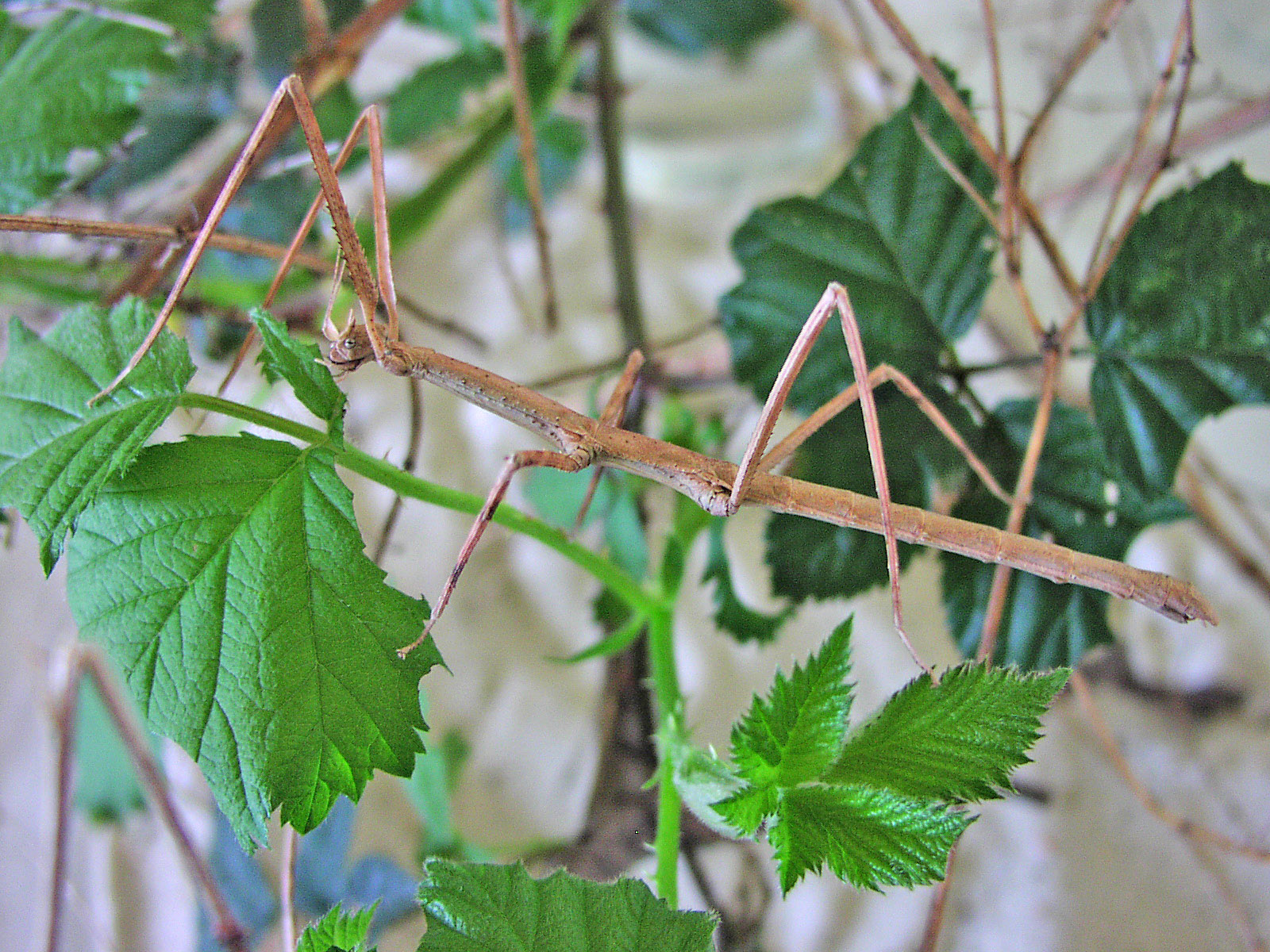
Mimese: Vietnamesische Stabschrecke (Medauroidea extradentata)

Nicht ganz sauber abgrenzbar gegen die Somatolyse ist die Mimese, die ebenfalls als eine Form der Tarnung angesehen werden kann. Während unter Somatolyse alle Fälle zu fassen sind, die auf ein Unsichtbar-Werden hinzielen, bleiben Tiere bei Mimese sehr wohl sichtbar, können jedoch aufgrund von Körperfärbung und Körperbau leicht mit Dingen ihrer Umgebung verwechselt werden. Hinsichtlich ihrer Körperfarbe ahmen Tiere bei der Mimese unter Umständen zwar die Umwelt ebenfalls nach, ihre Körperfarbe ist aber, anders als beim Farbwechsel, dauerhaft. Ein Beispiel ist der Brombeer-Blattspanner – er sieht aus wie Vogelkot.

## Chemische Tarnung
Ein bekanntes Beispiel sind die Anemonenfische: Sie leben in Seeanemonen, ohne von dieser genesselt zu werden. Dies gelingt ihnen, indem sie von der Seeanemone bestimmte chemische Substanzen als Schutzstoffe übernehmen. Die Seeanemone kann den Fisch dann nicht mehr von ihren eigenen Tentakeln unterscheiden. Wenn man die auf den Schuppen der Fische befindlichen Schutzstoffe im Experiment beseitigt, werden auch die Anemonenfische genesselt.
An der Universität Bayreuth wurde Anfang der 1990er Jahre ein Projekt zum Thema Chemische Tarnung finanziert, in dem es u. a. um die Steigerung des Fortpflanzungserfolgs durch Tarnung ging. Im Projektbericht hieß es hierzu, dass der Fortpflanzungserfolg von Blattlaus-Parasitoiden durch chemische Tarnung optimiert wird, wenn diese Parasiten Blattlauskolonien befallen, die von Ameisen belaufen werden; Ameisen nutzen die süßen Ausscheidungen der Blattläuse als Nahrungsquelle. Hierbei sei von Bedeutung, dass Ameisen räuberische und parasitische Blattlaus-Antagonisten aus der Blattlaus-Kolonie entfernen. Bestimmte Parasitoide sind jedoch durch chemische Tarnung an diese schützenden Tätigkeiten der Ameisen zugunsten der Blattläuse angepasst: Sie werden von den Ameisen also nicht entdeckt und können sich ungestört zu Lasten der Blattläuse entwickeln.
Der Lungenenzian-Ameisenbläuling legt seine Eier vorzugsweise auf Blättern des Lungen-Enzians ab, wo sie sich zu Raupen fortentwickeln. Die Raupen werden von Roten Gartenameisen häufig in deren Kolonien getragen und wie die eigenen Jungtiere versorgt. Dänische Forscher berichteten Anfang 2008, diese Form des Sozialparasitismus beruhe darauf, dass die Schmetterlingsraupen durch chemische Substanzen in ihrer Haut vor einer Enttarnung geschützt werden.
Andere Formen der chemischen Tarnung werden gegen Ameisen angewandt. Viele Wirbellose imitieren die Pheromone, mit denen Ameisen Straßen markieren. Die Ameisen folgen dieser falschen Straße und laufen damit direkt zu ihren Feinden. Einige Spinnentiere, Tausendfüßlerarten und Käfer imitieren speziell die Pheromone der Ameisenlarven. So können sie ungehindert in den Bau zu den Brutkammern eindringen und sich der Larven bedienen.

## Akustische Tarnung
Lautäußerungen sind wesentlich schwieriger zu analysieren als visuelle Merkmale, da dies meist – zumal im Freiland – nur mit einem erheblichen technischen Aufwand gelingt. Daher sind eindeutige Befunde bisher rar.
Im Urwald des Amazonasbeckens wurde eine Langschwanzkatze beobachtet, die den Ruf junger Zweifarbentamarine imitierte, worauf erwachsene Zweifarbentamarine sich dem Ort dieser Rufe annäherten. Dies wiederum hatte zur Folge, dass die Wildkatze einen der sich nähernden Krallenaffen zu erbeuten versuchte.
Der Kreuzenzian-Ameisenbläuling (Maculinea rebeli) legt seine Eier ausschließlich am Kreuz-Enzian ab. Wenn die aus den Eiern hervorgegangenen Raupen sich am Enzian fettgefressen haben, lassen sie sich zu Boden fallen und riechen dann plötzlich wie Königinnen der Ameisen-Art Myrmica schencki. Daraufhin werden sie von den Ameisen ins Ameisennest getragen und dort gefüttert. Diese chemische Tarnung war schon länger bekannt, britische Forscher haben 2008 zusätzlich die Lautäußerungen der Ameisen und der Raupen analysiert. Sie fanden heraus, dass Schmetterlingsraupen im Ameisennest Laute hervorbringen, die den Lauten der Ameisen-Königinnen sehr ähnlich sind. Wurden den Ameisen-Arbeiterinnen Lautäußerungen ihrer Königin sowie Laute der Raupen vorgespielt, so betrillerten sie in beiden Fällen gleichermaßen den Lautsprecher.
Für Schmetterlinge aus der Familie der Bärenspinner wurde nachgewiesen, dass eine wohlschmeckende Art die Geräusche einer unschmackhaften Art nachahmt und daher beide Arten von Fledermäusen nicht gejagt und gefressen werden.
Bunaea alcinoe, ein afrikanischer Schmetterling aus der Familie der Pfauenspinner, Unterfamilie Saturniinae, verhindert mit Hilfe einer biomechanischen „Tarnkappentechnik“, dass die Ultraschall-Laute jagender Fledermäuse von seinem Körper reflektiert werden. Spezielle Haare am Körper und Schuppen an seinen Flügelmembranen absorbieren einen Großteil der von Fledermäusen emittierten Ultraschallfrequenzen.
Jene Schwebfliegen, die wie Wespen aussehen, verursachen auch Fluggeräusche, die denen der Wespen ähneln. Dies liegt vor allem an einer extrem ähnlichen Frequenz der Flügelschläge: Bei Schwebfliegen wurden 147 Flügelschläge pro Sekunde nachgewiesen, bei Wespen 150.
Das Große Mausohr (Myotis myotis), eine Fledermausart, kann bei Gefahr wie eine Hornisse summen. Akustische Experimente mit Schleiereulen und Waldkäuzen, denen solche Lautäußerungen vorgespielt wurden, zeigten eine deutliche aversive Reaktion. Einer 2022 publizierten Studie zufolge ist dieses Abwehrverhalten gegenüber einem potentiellen Fressfeind der erste Beleg für eine Tarnung im Zusammenspiel von Säugetieren und Insekten.

## Weitere Formen der Tarnung

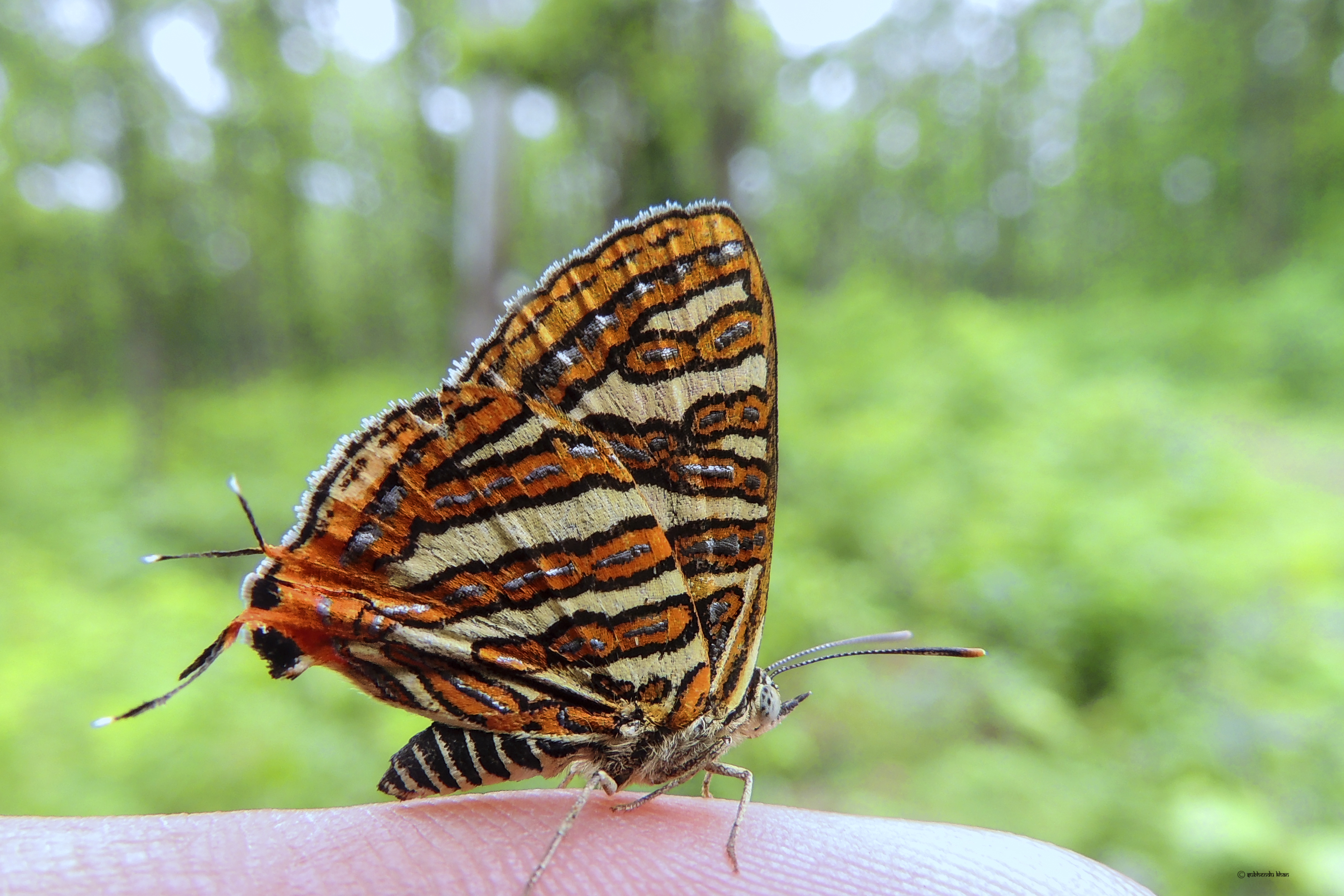
Cigaritis vulcanus (Indien) mit vermeintlichem Kopfende am Hinterflügel (links). Die dunklen Flecken sowie die Verlängerungen der Außenränder der Flügel sind deutlicher ausgeprägt als die tatsächlichen Augen und Fühler am Kopf (rechts).

- Manche Arten der Schmetterlinge tarnen ihren Kopf (und damit ihre potenzielle Fluchtrichtung) durch eine fühlerartige Verlängerung ihres Hinterleibs.
- Die asiatische Lackschildlaus Tachardia lacca besiedelt u. a. Bäume der Gattung Ficus. Sie bohren Blätter an, saugen Saft heraus und scheiden dann ein harziges Sekret aus, das ihren Körper bedeckt und sie so als scheinbaren Teil des Baumes tarnt.

## Belege
1. 1 2  Wilhelm Gemoll: Griechisch-Deutsches Schul- und Handwörterbuch. G. Freytag Verlag/Hölder-Pichler-Tempsky, München/Wien 1965.
2. ↑  Diese Deutung basiert auf Experimenten des britischen Entomologen Jeffrey Waage, vergl. J. K. Waage: How the zebra got its stripes: biting flies as selective agents in the evolution of zebra colouration. In: Journal of the Entomological Society of South Africa. Band 44, 1981, S. 351–358.
3. ↑  Ádám Egri et al.: Polarotactic tabanids find striped patterns with brightness and/or polarization modulation least attractive: an advantage of zebra stripes. In: Journal of Experimental Biology. Band 215, 2012, S. 736–745, doi:10.1242/jeb.065540.
4. ↑  Tim Caro et al.: The function of zebra stripes. In: Nature Communications. Band 5, Artikel-Nr. 3535, 2014, doi:10.1038/ncomms4535.
5. ↑  Gábor Horváth, Ádám Pereszlényi, Susanne Åkesson und György Kriska: Striped bodypainting protects against horseflies. In: Royal Society Open Science. Band 6, Nr. 1, 2019, doi:10.1098/rsos.181325
 Body-painting protects against bloodsucking insects. Auf: lunduniversity.lu.se vom 17. Januar 2019.
6. ↑  Tim Caro et al.: Benefits of zebra stripes: Behaviour of tabanid flies around zebras and horses. In: PLoS ONE. Band 14, Nr. 2, 2019, e0210831, doi:10.1371/journal.pone.0210831.
7. ↑  Sarah E. Bush u. a.: Evolution of Cryptic Coloration in Ectoparasites. In: The American Naturalist. Band 176, S. 2010, S. 529–535, doi:10.1086/656269.
8. ↑  H. M. Schäfer und N. Stobbe: Disruptive coloration provides camouflage independent of background matching. In: Proceedings of the Royal Society B: Biological Sciences. Online-Veröffentlichung vom 7. Juli 2006, doi:10.1098/rspb.2006.3615.
9. ↑  Hui Fang, Conrad C. Labandeira, Yiming Ma et  al.: Lichen mimesis in mid-Mesozoic lacewings. In: eLife. 2020; 9, e59007, doi:10.7554/eLife.59007.
10. ↑  Yang Niu, Martin Stevens und Hang Sun: Commercial Harvesting Has Driven the Evolution of Camouflage in an Alpine Plant. In: Current Biology. Online-Vorabveröffentlichung vom 20. November 2020, doi:10.1016/j.cub.2020.10.078. 
 Plant evolves to become less visible to humans. Auf: eurekalert.org vom 20. November 2020.
11. ↑  Ossi Nokelainen et al.: The giant panda is cryptic. In: Scientific Reports. Band 11, Artikel Nr. 21287, 2021, doi:10.1038/s41598-021-00742-4.
12. ↑  The long-legged cellar spider. (Memento vom 11. April 2001 im Internet Archive) Auf: mpiz-koeln.mpg.de vom 21. Juli 1999.
13. ↑  Christopher McGowan: The Raptor and the Lamb – Predators and Prey in the Living World. Penguin Books, London 1998, S. 100–101, ISBN 0-14-027264-X.
14. ↑  Julien M. Claes, Jérôme Mallefet: The lantern shark’s light switch: turning shallow water crypsis into midwater camouflage. In: Biology Letters. Band 6, Nr. 5, 2010, S. 685–687, doi:10.1098/rsbl.2010.0167.
15. ↑  Deyan Tong et al.: Evidence for light perception in a bioluminescent organ. In: PNAS. Band 106, Nr. 24, 2009, S. 9836–9841, doi:10.1073/pnas.0904571106.
16. ↑  Roger T. Hanlon et al.: A „Mimic Octopus“ in the Atlantic: Flatfish Mimicry and Camouflage by Macrotritopus defilippi. In: Biological Bulletin. Band 218, 2010, S. 15–24 (Volltext.)
17. ↑  Roger T. Hanlon und John B. Messenger: Adaptive coloration in young cuttlefish (Sepia officinalis L.): the morphology and development of body patterns and their relation to behaviour. In: Philosophical Transactions of the Royal Society B. Band 320, Nr. 1200, 1988, S. 437–487, doi:10.1098/rstb.1988.0087.
18. ↑  Roger Hanlon: Cephalopod dynamic camouflage. In: Current Biology. Band 17, Nr. 11, 2007, S. R400–R404, doi:10.1016/j.cub.2007.03.034 und Volltext.
19. ↑  In: Elizabeth Pennisi: Hidden Genetic Variation Yields Caterpillar of a Different Color. In: Science. Band 311, Nr. 5761, 2006, S. 591, doi:10.1126/science.311.5761.591a.
20. ↑  Dietrich Schlichter: Produktion oder Übernahme von Schutzstoffen als Ursache des Nesselschutzes von Anemonenfischen? In: Journal of Experimental Marine Biology and Ecology. Band 20, Nr. 1, 1975, S. 49–61, doi:10.1016/0022-0981(75)90101-X
21. ↑  Siehe dazu u. a.: Forschungsbericht der Universität Bayreuth 1992–1994.
22. ↑  David R. Nash u. a.: A Mosaic of Chemical Coevolution in a Large Blue Butterfly. In: Science. Band 319, 2008, S. 88–90, doi:10.1126/science.1149180
23. ↑  Anastasia H. Dalziell et al.: Avian vocal mimicry: a unified conceptual framework. In: Biological Reviews. Band 90, Nr. 2, 2014, S. 643–668, doi:10.1111/brv.12129.
24. ↑  Fabiano de Oliveira Calleia, Fabio Rohe und Marcelo Gordo: Hunting Strategy of the Margay (Leopardus wiedii) to Attract the Wild Pied Tamarin (Saguinus bicolor). In: Neotropical Primates. Band 16, Nr. 1, 2009, S. 32–34, doi:10.1896/044.016.0107 (Volltext frei zugänglich). 
 Wildlife Conservation Society finds wild cat mimicking monkey calls. Auf: eurekalert.org vom 8. Juli 2010.
25. ↑  Francesca Barbero, Jeremy A Thomas, Simona Bonelli, Emilio Balletto und Karsten Schönrogge: Queen Ants Make Distinctive Sounds That Are Mimicked by a Butterfly Social Parasite. In: Science. Band 323, 2009, S. 782–785, doi:10.1126/science.1163583.
26. ↑  Jesse R. Barber und William E. Conner: Acoustic mimicry in a predator–prey interaction. In: PNAS. Band 104, Nr. 22, 2007, S. 9331–9334, doi:10.1073/pnas.0703627104, (Volltext (PDF))
27. ↑  Zhiyuan Shen, Thomas R. Neil, Daniel Robert, Bruce W. Drinkwater und Marc W. Holderied: Biomechanics of a moth scale at ultrasonic frequencies. In: PNAS. Band 115, Nr. 48, 2018, S. 12200–12205, doi:10.1073/pnas.1810025115.
 Moths draped in stealth acoustic cloak evade bat sonar. Auf: chemistryworld.com vom 26. November 2020.
28. ↑  Thomas R. Neil, Zhiyuan Shen, Daniel Robert, Bruce W. Drinkwater und Marc W. Holderied: Thoracic scales of moths as a stealth coating against bat biosonar. In: Journal of the Royal Society Interface. Band 17, Nr. 163, 2020, doi:10.1098/rsif.2019.0692.
29. ↑  Art Wolfe: Kunst der Tarnung. Frederking & Thaler Verlag, München 2005, S. 10, ISBN 3-89405-656-8.
30. ↑  Leonardo Ancillotto et al.: Bats mimic hymenopteran insect sounds to deter predators. In: Current Biology. Band 32, Nr. 9, 2022, S. PR408–R409, doi:10.1016/j.cub.2022.03.052.
 Abwehr: Wenn Fledermäuse wie Hornissen summen. Auf: science.orf.at vom 9. Mai 2022.